# Yehuda Leib Maimon
Yehuda Leib Maimon (en hebreo: יהודה לייב מימון‎),(11 de diciembre de 1875 – 10 de julio de 1962, también conocido como Yehuda Leib HaCohen Maimon) fue un rabino israelí, político y líder del movimiento sionista religioso. Fue el primer Ministro de Religiones de Israel.

## Biografía
Yehuda Leib Fishman (más tarde Maimon) nació en Mărculești, en Soroksky Uyezd de la Gobernación de Besarabia (entonces parte del Imperio Ruso, actualmente Moldavia). Maimon estudió en varias yeshivot y recibió la ordenación rabínica del rabino Yechiel Michel Epstein, autor del Aruj HaShulján. Fue uno de los fundadores del movimiento Mizrachi en 1902. En ese momento, Maimon se había mudado al Imperio Ruso, donde fue arrestado varias veces por su actividad sionista. Fue delegado al noveno Congreso Sionista en 1909 y asistió a todos hasta la Independencia de Israel en 1948.
En 1913, Maimon emigró a Eretz Israel (entonces parte del Imperio otomano), pero fue expulsado durante la Primera Guerra Mundial. Se trasladó a los Estados Unidos, donde organizó el movimiento Mizrachi.
En 1919 retornó a Eretz Israel, un año antes del establecimiento del Mandato británico de Palestina.
Su hermana, Ada, también se desempeñó como miembro de la Knesset para el Mapai. Una de sus bisnietas es la modelo Nina Brosh.
Leib Maimon falleció en 1962 en el Centro Médico Assuta Tel Aviv.

## Carrera política
Después de regresar al Mandato británico en 1919, Maimon se convirtió en líder de Mizrachi en el país y, junto con Abraham Isaac Kook, ayudó a establecer el Gran Rabinato. Fue elegido miembro de la junta de la Agencia Judía en 1935. En 1936, fundó Mossad Harav Kook, una fundación de investigación religiosa y una notable editorial nombrada en honor al rabino Abraham Isaac Kook.
En 1946, fue encarcelado por los británicos en Latrun durante la Operación Agatha. Los británicos lo detuvieron en Shabat, y él se opuso a viajar en un vehículo el día sagrado y se ofreció a caminar hasta una estación de policía cercana. Los británicos rechazaron su oferta y lo obligaron a subir a un automóvil que le esperaba.
Maimon ayudó a redactar la Declaración de Independencia de Israel y fue uno de sus firmantes. Fue nombrado Ministro de Religiones y Ministro de Víctimas de Guerra en el gobierno provisional establecido inmediatamente después de la independencia. Fue elegido miembro de la primera Knesset en 1949 como miembro del Frente Religioso Unido (una alianza de Agudat Yisrael, Poalei Agudat Yisrael, Mizrachi y Hapoel HaMizrachi) y mantuvo su papel ministerial en el primer y segundo gobierno. Fue la fuerza impulsora detrás de un esfuerzo fallido para restablecer el Sanedrín. Perdió su escaño en las elecciones de 1951.

## Premios y reconocimientos
En 1958, recibió el Premio Israel por su contribución a la Literatura rabínica.